# Jordi Aláez
Jordi Aláez Peña (* 23. Januar 1998 in Sant Julià de Lòria), oder kurz Jordi Aláez, ist ein andorranischer Fußballspieler auf der Position des Offensiven Mittelfelds. Er ist aktuell für den FC Santa Coloma und in der andorranischen Fußballnationalmannschaft aktiv.

## Karriere

### Verein
Aláez begann seine Profikarriere im Jahr 2014, im Verein FC Andorra in der unterklassigen Segona Catalana in Spanien. Mit der Mannschaft stieg er in seiner Debütsaison in die Primera Catalana auf. 2019 stieg er in die Segunda División B auf, verließ den Verein jedoch noch vor Beginn der neuen Saison. Er wechselte im Juni 2019 zum amtierenden andorranischen Meister FC Santa Coloma in die Primera Divisió. Hier wurde er mit der Mannschaft Vizemeister und stand im Endspiel des Copa Constitució, welches jedoch mit 2:0 gegen Inter Club d’Escaldes verloren ging. Das Finale des Supercup verlor er mit den Verein ebenfalls mit 2:0 gegen Inter Club d’Escaldes. Nach nur einer Saison verließ er Andorra in Richtung Griechenland und schloss sich Diagoras Rhodos in der zweitklassigen Super League 2 an. Ohne einen Titelerfolg, wechselte Aláez nach nur einem Jahr zurück nach Spanien, zum CD Manchego in die fünftklassige Tercera División Grupo 18. Nach einer kurzen Zeit ohne Verein, schloss er sich im März 2023 erneut den andorranischen Erstligisten FC Santa Coloma an.

### Nationalmannschaft
Sein Debüt für die andorranische Fußballnationalmannschaft gab Aláez am 26. Mai 2016 im Freundschaftsspiel gegen die Auswahl von Aserbaidschan. Er nahm an Qualifikationsspielen zur Fußball-Weltmeisterschaft (2018, 2022), und der Europameisterschaft (2020) teil, konnte jedoch bisher keine nennenswerten Erfolge erzielen. Zudem war Aláez Teilnehmer an der UEFA Nations League (2018/19, 2020/21) und steht auch in der aktuellen Austragung 2022/23 im Kader der andorranischen Fußballnationalmannschaft. Seinen bisher letzten Einsatz im Trikot der Nationalelf absolvierte er am 16. Juni 2023, im Rahmen der Qualifikation zur Europameisterschaft 2024, gegen die Mannschaft aus der Schweiz.